# 小口光
小口光（おぐち ひかる、1972年5月19日 - ）は日本の弁護士、ニューヨーク州弁護士。

## 来歴
もともとはジャーナリスト志望で、世の中を分析する視点の1つとして法律を学べたらと考え、東京大学法学部第1類（私法コース）に進学。法律が社会の成り立ちに与える影響の大きさに興味を持つようになり、法律を正面から扱う弁護士になる。1998年 西村綜合法律事務所に入所。最初は債権や不動産の証券化・流動化の分野を取り扱う。2002年から2003年までハーバード大学ロー・スクールへ留学。会社法や税法などを学ぶ。2003年 ハーバード大学ロー・スクール修了。LL.M。2004年 スタンフォード大学ロー・スクール修了。J.S.M。2006年 外務省経済協力局政策課長補佐として、JICA法改正に携わる。2007年から2008年まで東京大学法学部非常勤講師を務めた。

## 略歴
- 1996年3月：東京大学法学部第1類（私法コース）卒業。
- 1998年3月：弁護士登録（東京第一弁護士会）。
- 1998年4月：西村綜合法律事務所。
- 2003年：ハーバード大学ロー・スクール修了。LL.M。
- 2004年：スタンフォード大学ロー・スクール修了。J.S.M。
- 2006年7月：外務省経済協力局政策課長補佐。
- 2007年4月：東京大学法学部非常勤講師（〜2008年）。
- 2010年10月：西村あさひ法律事務所。
- 2012年9月：西村あさひ法律事務所ハノイ事務所代表。
- 2015年：アステリア株式会社社外監査役
- 2016年：西村あさひ法律事務所ベトナム事務所統括パートナー
- 2018年：DCMホールディングス株式会社社外監査役、学習院大学国際社会科学部非常勤講師
- 2022年：DCMホールディングス株式会社社外取締役

## 主張
SDGsを日本が達成していくには欧州発の手法を形式的にキャッチアップするのではなく、各企業が持つ付加価値を生かす形で課題を達成するような仕組みが必要だとしている。

## 著作

### 共著
- （西村あさひ法律事務所） 『ベトナムのビジネス法務（第2版）』（有斐閣、2020年12月）
- （太田洋、福沢美穂子、孫櫻倩（著）、久保光太郎（編著））『西村高等法務研究所叢書（8） アジア進出企業の法務 - M&A法制を中心として』（商事法務、2013年4月）
- （塩崎勤、山下丈、山野嘉朗）『【専門訴訟講座3】保険関係訴訟』（民事法研究会、2009年12月）
- （西村綜合法律事務所（編）） 『「ファイナンス法大全」下巻』（商事法務、2003年10月）
- （西村綜合法律事務所ネット・メディア・プラクティスチーム） 『IT法大全 ～ビジネス・ローのIT対応と最先端実務～』（日経BP社、2002年8月）